# The Home Depot
The Home Depot (eller Home Depot) (NYSE: HD) er en amerikansk byggemarkedskæde. The Home Depot driver 2.248 megavarehuse over hele USA (inklusiv alle 50 delstater, District of Columbia, Puerto Rico, Virgin Islands og Guam), Canada (alle ti provinser), Mexico og Kina. The Home Depot har hovedsæde i Atlanta Store Support Center i Cobb County, Georgia, Atlanta, desuden er virksomheden børsnoteret på New York Stock Exchange og udgør en del af Dow Jones Industrial Average.
Med hensyn til den totale omsætning der er reporteret til U.S. Securities and Exchange Commission, så er The Home Depot den største byggemarkedskæde i USA og verden foran rivalen Lowe's, det er desuden den fjerdestørste detailhandelskæde i alt. Varehuskæden driver store varehuse på i gennemsnit 9.755 m², desuden drives megavarehuse på 20.000 m².
The Home Depot havde i 2011 en årlig omsætning på US $ 68 mia. og ca. 321.000 ansatte.

## Historie
The Home Depot blev etableret i 1978 af Bernie Marcus, Arthur Blank, Ron Brill og Pat Farrah. The Home Depots forslag var at bygge byggemarkeder større end nogle andre konkurrenter. Investeringsrådgiveren Ken Langone hjalp Marcus og Blank med at sikre den nødvendige kapital.
| “              | "Bernie and I founded The Home Depot with a special vision -- to create a company that would keep alive the values that were important to us. Values like respect among all people, excellent customer service and giving back to communities and society." | ” |
| — Arthur Blank | |   |

I 1979 blev de to første varehuse bygget på lejet jord af JCPenney i Metro Atlanta. Ikke længe efter åbnede to mere.

### Markedsføring
Sloganet er "More saving. More doing." og blev introduceret af The Home Depot i 18. marts 2009, hvor det erstattede "You can do it. We can help." som havde været benyttet siden 2003. Øvrige slogans gennem de sidste 25 år inkluderer "The Home Depot, Low prices are just the beginning" i begyndelsen af 1990'erne og "When you're at the Home Depot, You'll feel right at home" i slutningen af 1990'erne og "The Home Depot: First In Home Improvement!" fra 1999-2003.

### Hjemmeside
Hjemmesiden homedepot.com har minimum 120 millioner besøgende Arkiveret 13. august 2011 hos  Wayback Machine om året ifølge en undersøgelse fra Compete.com.

### Eksklusive mærker
The Home Depot har flere eksklusive mærker:
- BEHR Paint
- Chem-Dry (carpet cleaning, upholstery cleaning, tile and grout services)
- G.E. (vandvarmere)
- Homelite (outdoor and power tools)
- Martha Stewart Living (outdoor furniture, indoor organization and decor products)
- Ryobi (elektrisk værktøj)
- Sur La Table
- Thomasville Furniture Industries cabinetry
- Hampton Bay (Ceiling Fans and Lighting)
- HDX (A new Home Depot Brand starting in February 2012)

* SharkBite Plumbing Solutions
Desuden har The Home Depot sine egne mærker forbeholdt Home Depot varehuse:
- Husky (værktøj)
- Workforce (tools,shelving, storage cabinets, extension cords, worklights, tarps, paintbrushes)
- Glacier Bay (Kitchen sinks, faucets, etc)

### Tankstationer
Fra år 2006, har the Home Depot begyndt et nyt tankstationskoncept ved nogle varehuse. Der tilbydes i den forbindelse også salg af snacks, øl varme retter med mere.

## The Home Depot internationalt

### Canada
Home Depot Canada er det canadiske datterselskab som også er blandt de største byggemarkeder i Canada. Der er 180 varehuse og over 35.000 ansatte i Canada. Det Canadiske selskab blev skabt med købet af Aikenhead's Hardware. Home Depots ledelse ønsker at overtage RONA, som er den værste konkurrent og har fire gange så mange varehuse.

### Mexico
The Home Depot driver 91 varehuse i Mexico og er er blevet en af Mexicos største detailhandelskæder. The Home Depot overtog i 2004 Home Mart som var det næststørste byggemarked i Mexico.
The Home Depot Mexico har 7.100 ansatte over hele landet.

### Kina
I december 2006 bekendtgjorde the Home Depot at de havde opkøbt det kinesiske byggemarked The Home Way (Kinas første byggemarked). Overtagelsen betød at The Home Depot kom ind på det kinesiske marked med 12 varehuse i seks byer. Siden hen har de dog måttet lukke varehuse og driver i 2011 seks varehuse i Kina.